# チェンジ3
『チェンジ3』（チェンジさん）は、2015年10月4日（3日深夜）から2017年9月26日（25日深夜）までテレビ朝日で放送されたバラエティ番組である。開始から2016年4月3日（2日深夜）までは日曜2:45 - 3:15（土曜深夜）に放送、同年4月12日（11日深夜）から最終回まで、火曜2:21 - 2:51（月曜深夜）での放送となった。

## 概要
『333 トリオさん』の後継番組として、同番組と同様に3組のお笑い芸人が毎週様々な企画に挑戦する。結果により、レギュラー出演者がチェンジとなる可能性もある。
2016年8月にレギュラー入れ替え戦が行われ、ニューヨークとピスタチオ、マテンロウを下して、テゴネハンバーグがレギュラーを獲得し、入れ替わりでザ☆忍者が降板となる。
2017年2月に2016年年末の企画で活躍したミキが準レギュラーとして加入。
2017年7月からレギュラー枠を廃止。企画内容に合わせて出演者を決める「チェンジ3システム」を開始。6月までレギュラーだった4組も引き続き出演する事もある。
2017年9月26日をもって番組を終了した。

## 出演
チェンジ3システム
- 従来のレギュラー枠を撤廃し、吉本興業の若手芸人の中から企画内容が得意な芸人が数組出演。番組で活躍すればするほど次回以降も呼ばれる可能性が高くなる。

進行
- 大西洋平（テレビ朝日アナウンサー）

旧レギュラー（2017年6月まで）
- おかずクラブ（オカリナ・ゆいP）
- 鬼越トマホーク（坂井良多・金野博和）
- テゴネハンバーグ（松村惇史・弓場雄二郎）[1]
- ミキ（昴生・亜生）※2017年2月27日から

### 過去の出演者
- ザ☆忍者（山脇充・大久保たもつ）[1]
- 宇佐美佑果（テレビ朝日アナウンサー）※準レギュラー

### 変遷
| 期間    | 期間    | 司会     | 出演メンバー            | 出演メンバー        | 出演メンバー          | チェンジ候補 |
| ------- | ------- | -------- | ----------------------- | ------------------- | --------------------- | ------------ |
| 2015.10 | 2016.03 | 大西洋平 | ザ☆忍者 （緑）          | おかずクラブ （橙） | 鬼越トマホーク （紫） | なし         |
| 2016.04 | 2016.08 | 大西洋平 | ザ☆忍者 （緑）          | おかずクラブ （橙） | 鬼越トマホーク （紫） | （青）       |
| 2016.08 | 2017.06 | 大西洋平 | テゴネハンバーグ （青） | おかずクラブ （橙） | 鬼越トマホーク （紫） | （赤）       |

## ネット局
| 放送対象地域 | 放送局              | 系列           | 放送時間                     | 放送開始日    | ネット状況 | 備考  |
| ------------ | ------------------- | -------------- | ---------------------------- | ------------- | ---------- | ----- |
| 関東広域圏   | テレビ朝日（EX）    | テレビ朝日系列 | 火曜 2:21 - 2:51（月曜深夜） | 2015年10月4日 | 制作局     | [ 2 ] |
| 大分県       | 大分朝日放送（OAB） | テレビ朝日系列 | 火曜 1:45 - 2:15（月曜深夜） | 2016年6月9日  | 遅れネット | [ 3 ] |

### 不定期ネット局
- 青森県：青森朝日放送（ABA）
- 長野県：長野朝日放送（abn）

## スタッフ
- ナレーター：小野寺一歩
- 構成：そーたに、興津豪乃、長谷川優
- 技術
  - カメラ：久世大輔
  - 音声：織部佳和
- 編集：生江正俊
- MA：川原崎智史
- タイトル：小城功夫
- 音効：遠藤治朗
- 編成：吉冨大輔
- 宣伝：堀場綾枝子
- 協力：SWISH JAPAN、glow
- 制作協力：吉本興業、オフィスクライン
- AD：柳橋祥太
- デスク：中川千波
- ディレクター：中間拓郎、青山敏雄、森山史崇
- プロデューサー：真壁正彦、加茂忠夫
- P・D：蔵原聖二郎
- ゼネラルプロデューサー：加地倫三
- 製作著作：テレビ朝日

### 歴代スタッフ
- 構成：松本真一
- 宣伝：望野智美
- 制作協力：b-DASH
- AD：高橋寿菜
- ディレクター：山本紗智子
- プロデューサー：福岡雅秀